# ایکو-این
ایکو-این (به ژاپنی: 永光院 えいこういん) اومان نو کاتا (お万の方)؛ (تولد ۱۶۲۴ – مرگ ۲۰ نوامبر ۱۷۱۱ میلادی)، یک زن در دوره ادو زن غیر اصلی (سوکوشیتسو) شوگون سوم توکوگاوا ایه‌میتسو بود. نام خانوادگی واقعی او میناموتو و نام مستعار او میتسوکو است. او فرزندی نداشت